# Мустафа Алис Хаджи
Мустафа Алис Хаджи (болг. Мустафа Алиш Хаджи; род. 31 марта 1962, Драгиново, Пазарджикская область, Народная Республика Болгария) — исламский учёный, автор и нынешний Верховный муфтий Болгарии. Включён в список 500 самых влиятельных мусульман, составленный Королевским исламским стратегическим исследовательским центром.

## Биография
Родился 31 марта 1962 года в селе Драгиново Пазарджикской области в семье помаков. Начальное образование получил в родном селе, затем продолжил обучение в лесотехническом техникуме в Велинграде. В 1982 году служил в армии, а после увольнения начал работать в родном городе. Два года он проработал на каскаде ГЭС Бельмекен-Сестримо-Чаира, а затем на деревообрабатывающем предприятии имени Василя Сотирова в Велинграде.
В школьные годы учился религии у проживающих в родном селе ходжей, а затем в Велинграде и других городах. В начале 1990-х годов стал имамом в родном селе и занимался религиозной деятельностью в течение двух лет. Затем был назначен заместителем главного муфтия в офисе главного муфтията Софии. В 1993 году отправился в Иорданию, где окончил факультет теологии Университета Ярмук в Ирбиде. В 1997 году закончил обучение и вернулся в Болгарию.
23 октября 1997 года на объединительном мусульманском съезде был избран верховным муфтием. В 2000 году срок его полномочий на посту Верховного муфтия закончился, после чего он был избран председателем Высшего мусульманского совета (ВМС).
В 2002 году поступил в докторантуру Университета Мармара (Стамбул, Турция) и защитил диссертацию в 2008 году. В 2003 году по окончании срока службы был назначен ректором Высшего исламского института. В 2005 году состоялась внеочередная национальная конференция, на которой он был переизбран на пост Верховного муфтия.

## Внешние ссылки
- Официальный сайт Главного Муфтията Болгарии